# Moschea di Mihrimah
La moschea di Mihrimah Sultan (in turco Mihrimah Sultan Camii) è una moschea ottomana situata vicino alla Porta di Adrianopoli (in turco Edirne Kapisi) delle mura bizantine di Istanbul in Turchia. Posta in cima alla sesta collina, è nel punto più elevato della città ed è la più visibile.

## Storia
La moschea di Mihrimah Sultan venne progettata da Mimar Sinan ("Sinan l'architetto") in onore della figlia favorita di Solimano il Magnifico, la principessa Mihrimah. La sua costruzione ebbe inizio nel 1562 e venne terminata nel 1565. Il complesso venne severamente danneggiato diverse volte dai terremoti (nel 1719, 1766, 1814 e 1894) e anche se sono stati compiuti sforzi per ripristinare la moschea, gli altri edifici del complesso hanno ricevuto meno attenzione. La cupola è stata ulteriormente danneggiata dal terremoto di İzmit del 1999 ed ha richiesto dei restauri come la metà superiore del minareto.

## Architettura

### Esterno
La moschea fu costruita su una terrazza che si affaccia sulla via principale. Un ampio cortile (avlu), il cui  portico interno è suddiviso in singole cellule che formano una madrassa, circonda la moschea. Al centro del cortile è una grande fontana (Sadirvan) per le abluzioni. L'ingresso alla moschea avviene attraverso un imponente portico di sette campate, sostenute da colonne di granito, sormontato da altrettante cupole. La moschea è di per sé un cubo sormontato da una semisfera, con un timpano finestrato sui lati. La cupola è sostenuta da quattro torri, una in ogni angolo, e le pareti sono dotate di finestre. L'unico minareto è alto e slanciato. Durante il terremoto del 1894 cadde sfondando il tetto della moschea.

### Interno

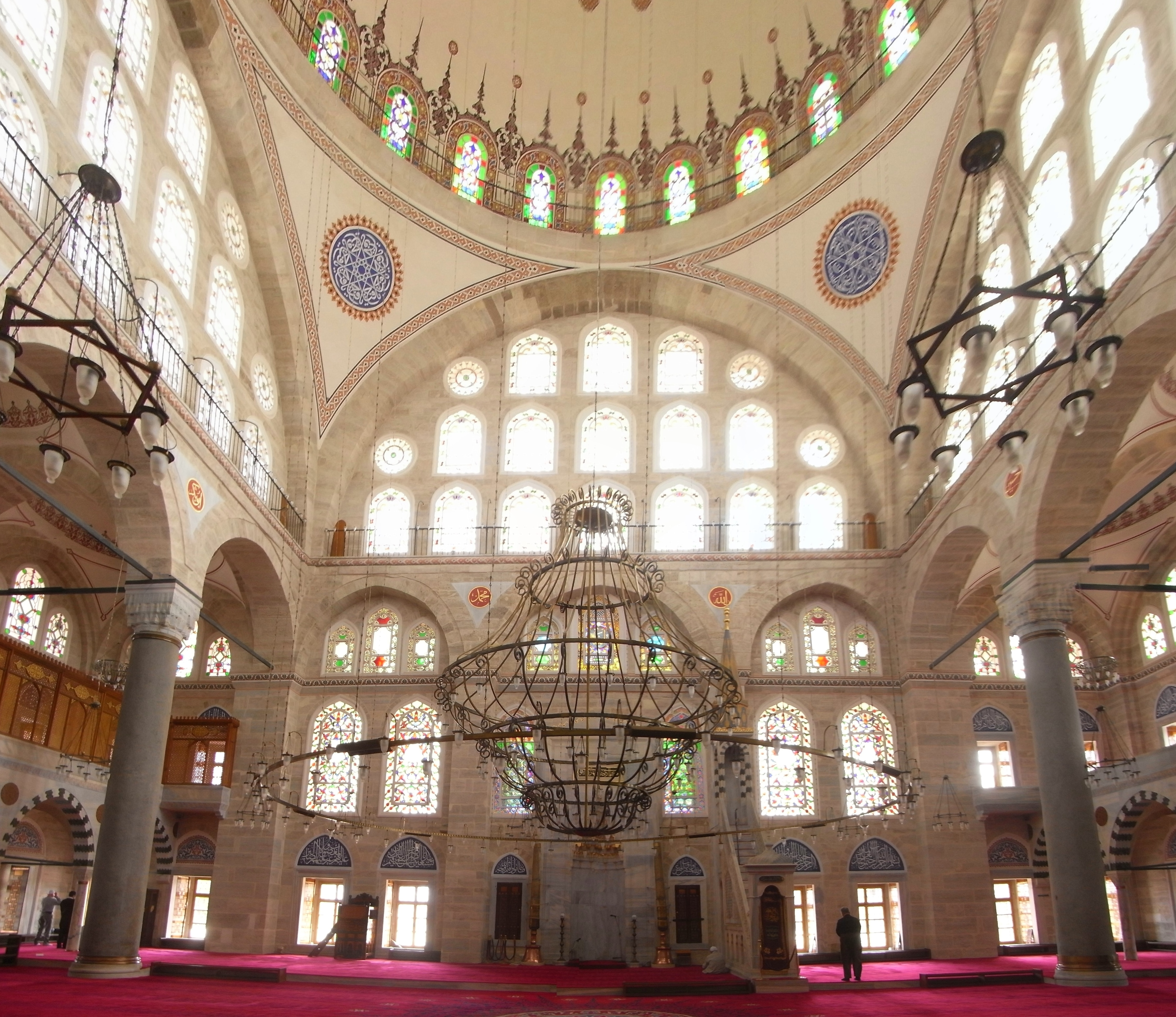
Interno della moschea di Mihrimah

L'interno ha la forma di un cubo sormontato da una cupola di 20 metri di diametro e 37 di altezza. Sui lati nord e sud, sotto triple arcate sorrette da colonne di granito, si aprono cappelle laterali con gallerie sovrastate ciascuna da una cupola. Gran parte delle pareti sono coperte da finestre che la rendono una delle moschee più luminose fra quelle progettate da Sinan. Alcune finestre sono dotate di vetrate policrome.
La decorazione stencil interna è moderna, tuttavia, il minbar in marmo bianco scolpito risale alla costruzione originale.

### Complesso
Quando venne costruita disponeva di un complesso (külliye) costituito da madrasse, doppio hammam, türbe ed una serie di negozi sotto il terrazzo su cui era costruita la moschea. L'affitto dei negozi serviva a finanziare il complesso della moschea.
In essa non si trova la tomba di Mihrimah Sultan che è collocata nella moschea di Solimano, ma una tomba in rovina, anch'essa opera di Sinan, la quale contiene le spoglie del suo fratellastro Gran Visir Semiz Ali Pascià e di altri membri della sua famiglia.